# FIBA歐洲盃
FIBA歐洲盃，正式簡稱FEC，是一年一度的職業俱樂部籃球舉辦比賽，為FIBA將符合條件的歐洲籃球俱樂部。
這是歐洲範圍內的第二級。俱樂部主要根據其在國家聯賽和杯賽中的表現來參加比賽，儘管這不是唯一的決定性因素，因為有時未贏得聯賽的俱樂部仍然可以參加比賽。

## 賽制
赛事从常规赛开始，32 支球队分成 8 个小组。在这一阶段的抽签中，采用的是种子制，而来自同一国家的球队不会被分到同一组。每支球队在主客场以循环赛的形式与同组其他球队交锋。每个小组的冠亚军将进入第二轮比赛，16 支球队将分成 4 个小组。每支球队在主场和客场以循环赛的形式与同组其他球队交锋。
在季後赛中，每个小组的冠军队和亚军队晉級後进行两回合制比赛。
常规赛通常在 10 月至 12 月进行，第二轮比赛在 12 月至 1 月进行，而季後赛则在 2 月开始。

## 另見
- 籃球冠軍聯賽

## 外部連結
- FIBA Europe Cup official website （页面存档备份，存于）
- FIBA official website（页面存档备份，存于）